# 曲比阿乌
曲比阿乌（1963年—），彝族，四川省凉山州美姑县人，中国女高音歌唱家，中央民族歌舞团一级演员。曾担任全国青联委员，中央国家机关青联常委。

## 生平
15岁即考入县文工团，随后因演出优秀从州到省一路提升，直至获得天津音乐学院的进修机会。1982年加入中央民族歌舞团。代表作品有《情深谊长》、《远方的客人请你留下来》。